# Grapetown
Grapetown è una comunità non incorporata degli Stati Uniti d'America situata nella contea di Gillespie dello Stato del Texas.
Si trova 9,5 miglia (15,3 km) a sud di Fredericksburg, sul South Grape Creek e sul vecchio Pinta Trail.